# Abednego Matilu
Abednego Matilu (ur. 21 listopada 1968) – kenijski lekkoatleta specjalizujący się w długich biegach sprinterskich, uczestnik letnich igrzysk olimpijskich w Barcelonie (1992).

## Sukcesy sportowe
| Rok  | Miasto           | Zawody               | Konkurencja                      | Wynik         |
| ---- | ---------------- | -------------------- | -------------------------------- | ------------- |
| 1992 | Belle Vue Maurel | Mistrzostwa Afryki   | sztafeta 4 × 400 m bieg na 400 m | brązowy medal |
| 1993 | Stuttgart        | Mistrzostwa świata   | sztafeta 4 × 400 m               | srebrny medal |
| 1999 | Johannesburg     | igrzyska afrykańskie | sztafeta 4 × 400 m               | brązowy medal |

## Rekordy życiowe
- bieg na 400 metrów – 44,97 – Göteborg 06/08/1995
- bieg na 400 metrów (hala) – 46,50 – Atlanta 01/03/1996